# سالی والتون
سالی والتون (انگلیسی: Sally Walton؛ زادهٔ ۱۰ ژوئن ۱۹۸۱) بازیکن هاکی روی چمن، و بازیکن فوتبال اهل بریتانیا است.
از باشگاه‌هایی که در آن بازی کرده‌است می‌توان به باشگاه فوتبال استون ویلا اشاره کرد.